# Wiewiecko
Wiewiecko (deutsch Henkenhagen) ist ein Dorf in der polnischen Woiwodschaft Westpommern. Es gehört zur Gmina Węgorzyno (Stadt- und Landgemeinde Wangerin) im  Powiat Łobeski (Labser  Kreis).

## Geographische Lage
Das Dorf liegt in Hinterpommern, etwa 32 Kilometer südsüdöstlich der Stadt Resko (Regenwalde), 16 Kilometer südlich der Stadt Łobez (Labes) und sieben Kilometer ostsüdöstlich der Stadt Węgorzyno (Wangerin).

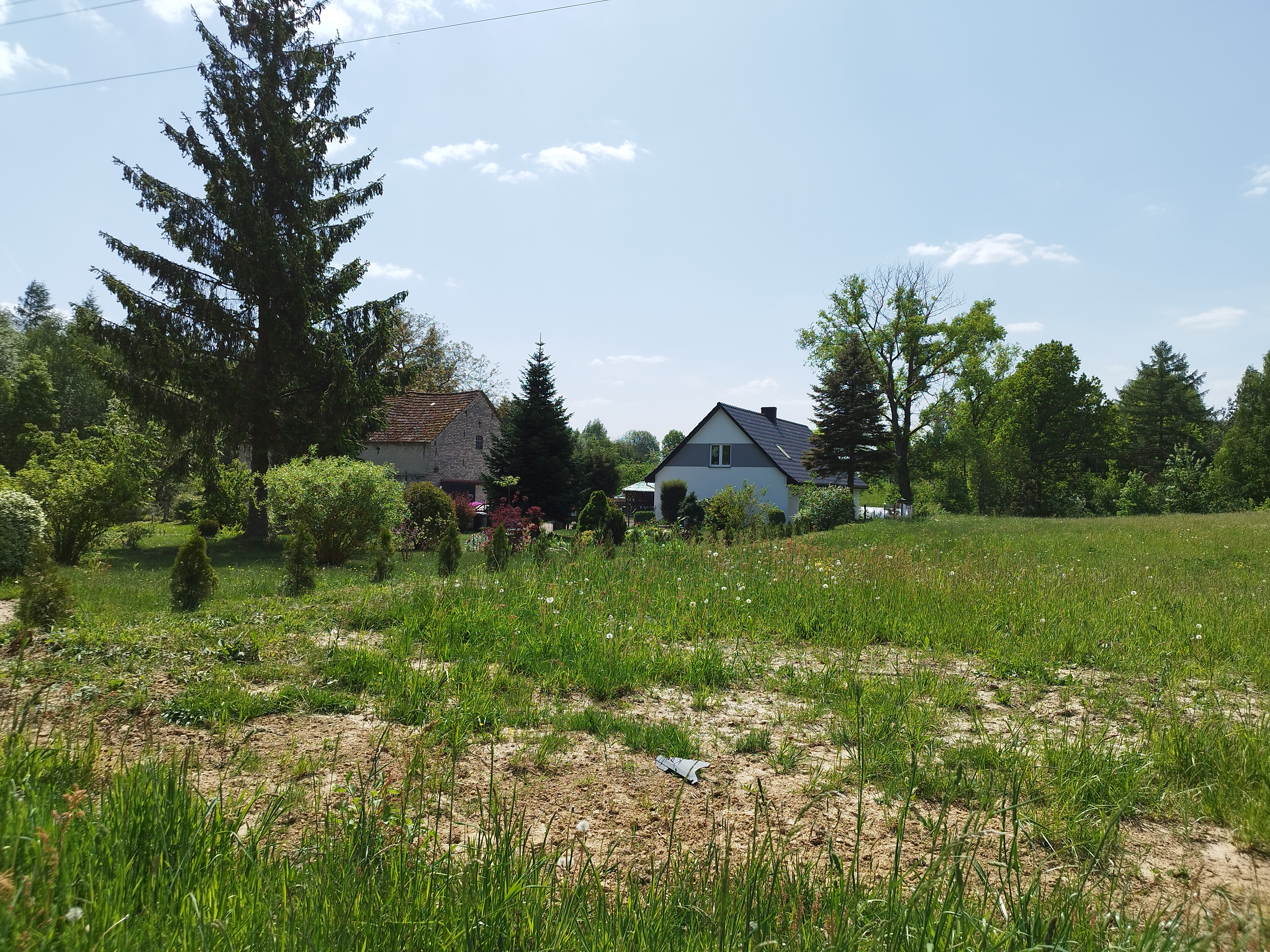
Häuser im Dorf (2023)

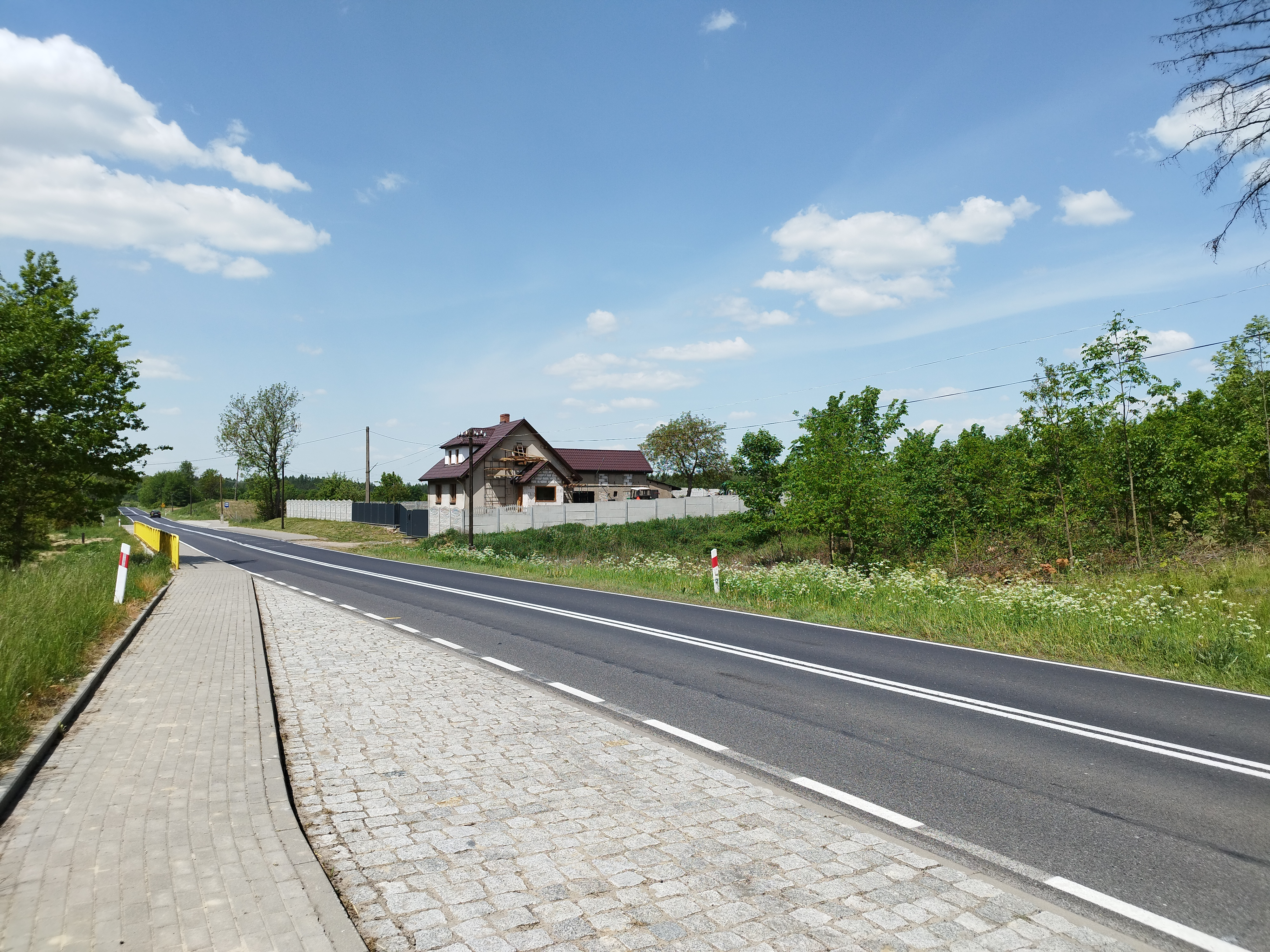
Durch die Gemarkung des Dorfs führende Landstraße

## Geschichte
Die Ortschaft Henkenhagen, in einer Urkunde von 1564 Henningshagen genannt, war ehemals ein altes pommersches Lehen der in Hinterpommern alteingeborenen Familie Borcke, das um 1782 aus den vier Anteilen A, B, C und D. bestand.  Besitzer von Henkenhagen A mit einem Vorwerk, einer Wassermühle, einer Ziegelei und einem Waldstück mit einem See war der Regierungsassessor Friedrich Wilhelm von Borck. Henkenhagen B mit einer Holzung und einem kleinen See gehörte dem Major Wilhelm Leopold von Borck. Henkenhagen C mit einer Holzung, einem kleinen See und einer Waldkate besaß die Witwe des Friederich von Borck. Henkenhagen C, bestehend aus einer Holzung, vier Waldkaten und zwei kleinen Seen, befand sich im Besitz des Lieutenants George Franz Ludewig von Puttkammer zu Pansin. Die Vasallen-Tabelle von 1804 nennt den Lieutenant a. D. Johan Carl von Borcke als Besitzer von Henkendorf. 1855 war Frau von Puttkammer, geb. von Puttkammer, Besitzerin einer 1400 Morgen umfassenden Gemarkung in Henkenhagen, deren Ehemann, Lieutenant von Puttkammer, die Ausübung der kreisständischen Rechte des Guts mit bedingter Ritterguts-Eigenschaft wahrnahm.
Die Gesamtfläche des Forstgutsbezirks Henkenhagen ist in der zweiten Hälfte des 19. Jahrhunderts auf 4835,23 Morgen geschätzt worden. 1884 entfielen Anteile an der Gesamtfläche auf ein Rittergut sowie auf drei Güter ohne Ritterguts-Qualität; das Rittergut Henkenhagen befand sich im Besitz der Familie Puttkammer, die Besitzer der anderen drei Güter hießen Schallehn, Westphal und Ziemer.  1892 werden statt Schallehn und Ziemer die Gutsbesitzer Riedel und Penath genannt.
Am 1. April 1927 hatte das Rittergut Henkenhagen eine Fläche von 401 Hektar, und am 16. Juni 1925 hatte dieser Gutsbezirk 133 Einwohner.
Die Gemarkung der Landgemeinde Henkenhagen hatte um 1930 eine Fläche von 9,5 km². Im Gemeindegebiet standen insgesamt 38 bewohnte Wohnhäuser an vier verschiedenen Wohnstätten:
1. Eisenbahnhaltestelle Henkenhagen b. Ruhnow
2. Familienhaus b. Gienower Mühle
3. Gut Henkenhagen
4. Henkenhagen

Im Jahr 1945 gehörte das Dorf Henkenhagen zum Kreis Regenwalde im Regierungsbezirk Köslin der preußischen Provinz Pommern des Deutschen Reichs. Henkenhagen war Sitz des Amtsbezirks Henkenhagen. 
Gegen Ende des Zweiten Weltkriegs wurde die Region im Frühjahr 1945 von der Roten Armee besetzt. Nach Beendigung der Kampfhandlungen wurde Henkenhagen zusammen mit ganz Hinterpommern seitens der sowjetischen Besatzungsmacht der Volksrepublik Polen zur Verwaltung überlassen. Danach begann die Zuwanderung von Polen. Das Dorf Henkenhagen wurde  unter der polnischen Ortsbezeichnung ‚Wiewiecko‘ verwaltet. In der Folgezeit wurde die einheimische Bevölkerung von der polnischen Administration aus Henkenhagen und dem Kreisgebiet vertrieben.

### Demographie
| Jahr | Einwohner | Anmerkungen |
| ---- | --------- | --- |
| 1782 | –         | adliger Forstgutsbezirk und Streusiedlung mit einem Vorwerk, einer Wassermühle, einer Ziegelei und acht Feuerstellen (Haushaltungen)  |
| 1818 | 81        | Dorf mit einem Vorwerk, einer Wassermühle und einer Ziegelei, adlige Besitzung                                                        |
| 1852 | 341       | Dorf |
| 1864 | 468       | am 3. Dezember, im Gemeindebezirk und Gutsbezirk zusammen                                                                             |
| 1867 | 258       | am 3. Dezember, davon 145 im Dorf und 113 im Gutsbezirk                                                                               |
| 1871 | 458       | am 1. Dezember, davon 355 im Dorf (sämtlich Evangelische) und 103 im Gutsbezirk (102 Evangelische, ein Katholik)                      |
| 1885 | 433       | am 1. Dezember, davon 342 im Dorf (336 Evangelische, sechs sonstige Christen) und 91 im Gutsbezirk (89 Evangelische, zwei Katholiken) |
| 1890 | 440       | am 1. Dezember, davon 86 im Gemeindebezirk und 354 im Gutsbezirk                                                                      |
| 1910 | 337       | am 1. Dezember, davon 245 im Dorf und 92 im Gutsbezirk                                                                                |
| 1925 | 367       | darunter 354 Evangelische und vier Katholiken                                                                                         |
| 1933 | 341       | [ 17 ] |
| 1939 | 293       | [ 17 ] |

## Verkehr
Schon 1880 verlief durch die Feldmark des Gutsbezirks Henkenhagen die Gleisanlage der Bahnstrecke Wangerin – Konitz der Pommerschen Zentralbahn. Henkenhagen hatte eine Haltestelle.